# Space Oddity (episodio de Falling Skies)
Space Oddity es el decimoprimer episodio de la cuarta temporada y cuadragésimo primer episodio a lo largo de la serie de drama y ciencia ficción de TNT Falling Skies. Fue escrito por M. Raven Metzner y dirigido por Olatunde Osunsanmi. Será estrenado el 31 de agosto de 2014 en Estados Unidos como parte del final de temporada de dos horas siendo sucedido por Shoot the Moon. Fue estrenado el 1 de septiembre de 2014 en Latinoamérica.
La misión de Tom para destruir la torre de energía Espheni se complica por el regreso de Lexi. Lexi se ve obligada a tomar medidas extremas para salvar la vida de su padre -y la suya propia- después de un mal funcionamiento del Beamer.

## Elenco
| - Noah Wyle como Tom Mason. - Moon Bloodgood como Anne Glass. - Drew Roy como Hal Mason. - Connor Jessup como Ben Mason. - Maxim Knight como Matt Mason. - Colin Cunningham como John Pope. - Sarah Sanguin Carter como Maggie. - Mpho Koaho como Anthony. - Doug Jones como Cochise. - Seychelle Gabriel como Lourdes Delgado. - Scarlett Byrne como Lexi. - Will Patton como Daniel Weaver. | - Treva Etienne como Dingaan Botha. |

## Recepción

### Recepción de la crítica
Chris Carabott de IGN calificó al episodio como bueno y le otorgó una puntuación de 7.7 sobre 10, comentando: "La primera hora del final de dos partes se centra en el regreso de Lexi, que espera recuperar la confianza de su familia ayudando a Tom en su misión a la Luna. Es una primera mitad decente que pone en marcha un nuevo misterio convincente detrás de las intenciones de Lexi. La historia en desarrollo de deterioro del estado emocional de Pope se le da un tiempo de pantalla limitado, pero sigue siendo una de las más curiosas transformaciones de la temporada mientras su valiente exterior está rompiendo rápidamente, al parecer. Afortunadamente, se ignora la relación de Ben, Maggie y Hal".

### Recepción del público
En Estados Unidos, Space Oddity fue visto por 2.39 millones de espectadores, recibiendo 0.5 millones de espectadores entre los 18 y 49 años, de acuerdo con Nielsen Media Research.